# NGC 4402
NGC 4402 este o edge-on galaxy⁠(d) situată în constelația Fecioara. A fost descoperită în 5 martie 1862 de către Arthur von Auwers⁠(d). Se află la o distanță de 14,79 megaparseci de Pământ.